# 問答家族
問答家族（もんどうかぞく）は、アイオイクス株式会社が運営するCGM（Consumer Generated Media）サービスのことである。2008年10月にβ版を公開した。

## 概要
問答家族では、クイズ、心理テスト・診断テスト、アンケート、投票という4つのフォーマットでQ&Aを投稿することができ、また公開されたQ&Aに回答することができる。「Yahoo!みんなの検定」や「けんてーごっこ」のようにクイズを投稿するサービスは存在するが、4つの投稿フォーマットをもつQ＆A投稿サイトは国内で初めてとなる。海外では「Quibblo(英語サイト)」「Quizzila(英語サイト)」といったサイトで同様のサービスが公開されている。問答家族ではこの4つのフォーマットを投稿できるサービスとして「ソーシャルクイズサイト」と定義している。

## 参加方法
会員登録は無料。会員になるとクイズ、心理テスト・診断テスト、アンケート、投票のそれぞれのフォーマットのクイズを投稿することができる。また、公開されたクイズに回答すると、回答履歴が保存される。公開されたクイズには会員でなくとも回答することができる。

## 機能
マイページ機能
会員は、マイページでプロフィールの編集・公開、回答履歴の管理などを行うことができる。
あなたの問答家族
会員は、mixiの「マイミク機能」の要領で会員同士のコネクションを形成することができる。また、会員同士のメッセージ送信も可能になっている。
クイズ投稿機能
会員は、択一式のクイズを投稿することができる。問題や選択肢には画像を使用することができる。公開されたクイズは会員でなくとも回答することができる。選択肢ごとの正解率や選択の傾向などをグラフで閲覧することができるようになっている。
診断テスト・心理テスト投稿機能
会員は、択一式の診断テスト・心理テストを投稿することができる。診断結果を算出するアルゴリズムは回答者が選択した選択肢に応じた診断タイプを集計して、合計スコアを元に診断結果を導き出すようになっている。チャート式診断などには対応していない。公開された診断テスト・心理テストは会員でなくとも回答することができる。回答者の診断タイプの傾向をグラフで閲覧することができるようになっている。
アンケート・投票投稿機能
会員は、択一式のアンケート・投票を投稿することができる。問答家族では1問1答式を「投票」、複数問のものを「アンケート」と呼んでいる。投稿者は選択肢のほか自由回答欄を設定することができる。回答は1つの選択肢を選ぶか、複数の選択肢を選ぶかを投稿者が設定できるようになっている。また、同一回答者の複数回の回答を不可にするオプションも選択できる。公開されたアンケート・投票は会員でなくとも回答することができる。
シャッフル問答
シャッフル問答は、問答家族に投稿されたすべてのクイズをランダムに表示する機能。会員でなくても利用することができる。シャッフル表示のアルゴリズムは非公開だが、一度回答した問題は出題されないようになっているようだ。

## 主な出題者（問答家族オフィシャル出題者）
会員の中には、テレビ番組でクイズを制作しているクイズ作家や占い師などが含まれており、クイズや心理テストを出題している。主な出題者は次の通り（プロフィールに基づく）。一部の出題者は本名は明かしておらずニックネームのみ公開されているが、プロフィールの内容から経歴が明らかになっている。
- 田中健一：クイズ王でありクイズ作家。「アメリカ横断ウルトラクイズ」第16回クイズ王、「TVチャンピオン クイズ作家王選手権」優勝など、さまざまな受賞歴を持つ。「クイズ!ヘキサゴンII」、「タイムショック21」、「サルヂエ」などテレビ番組30本で問題作成・リサーチを担当している。
- 日髙大介：クイズ王でありクイズ作家。「パネルクイズ アタック25」優勝、「タイムショック21」にて100万円獲得など、さまざまな受賞歴を持つ。「全国高等学校クイズ選手権」、「クイズ!ヘキサゴンII」、「百識王」、「全国一斉!日本人テスト」などの作家。
- フェリーチェ：占い師歴10年。深層心理に基づく総合運や恋愛運の心理テストの制作を得意とする。
- チャーリー港島：「超次元タイムボンバー」「クイズタイムショック」「脳内エステ IQサプリ」などの作家。
- Hallelujah：「双方向ライブ にっぽんのマジョリティー」、「脳内エステ IQサプリ」「3人協力クイズ!シャムロック」などの作家
- みずの：「サルヂエ」、「脳内エステ IQサプリ」、「超タイムショック」、「一攫千金ヤマワケQ! "責任者はお前だ!"」などの作家。
- タリム：原宿竹下通りにある「占い館塔里木〜TARIM〜」の占い師。原宿で20年、創業からのべ70万人の鑑定実績がある。
- 結城靖高：クロスワードパズル作家。「全国高等学校クイズ選手権」、「トリビアの泉」、「クイズ雑学王」、「クイズマジックアカデミー」などの作家・リサーチャー。
- 世界のキム兄ぃ：元・日本学生クイズ連盟役員、「パネルクイズ アタック25」3位、「全国高等学校クイズ選手権」の作家。
- officeq3：ニンテンドーDSゲームソフトのクイズ制作、ウェブサイト向け占いコンテンツの企画・制作、心理テストコンテンツの制作等を行うライター。
- 安藤房子：恋愛心理研究所「HeartJunction」主宰。日本初の恋愛カウンセラー。テレビ・雑誌・新聞などで活動中。著書に「LOVE NOTE〜90日で恋愛体質になる書きこみBOOK〜」ISBN 978-4479771029（大和書房）他。
- akahide：「パネルクイズ アタック25」優勝、全国高校生金融経済クイズ選手権（エコノミクス甲子園）問題作家。